# Zygia cataractae
Zygia cataractae  es una especie de árbol perteneciente a la familia de las leguminosas (Fabaceae). Es originaria de  Sudamérica. Se conoce como tigre caspi debido al colorido de su madera. No está catalogada como especie amenazada.
La madera de su duramen es amarillenta a dorada o marrón-rojiza con un llamativo veteado marrón negruzco. La albura es algo más pálida y carece de las vetas. Es muy similar a la de Zygia racemosa, que se comercializa más. Su peso seco es de 1065 kg/m3 y con buen lustre natural. Se exporta en escaso volumen, aunque localmente se utiliza para solados y artesanía.

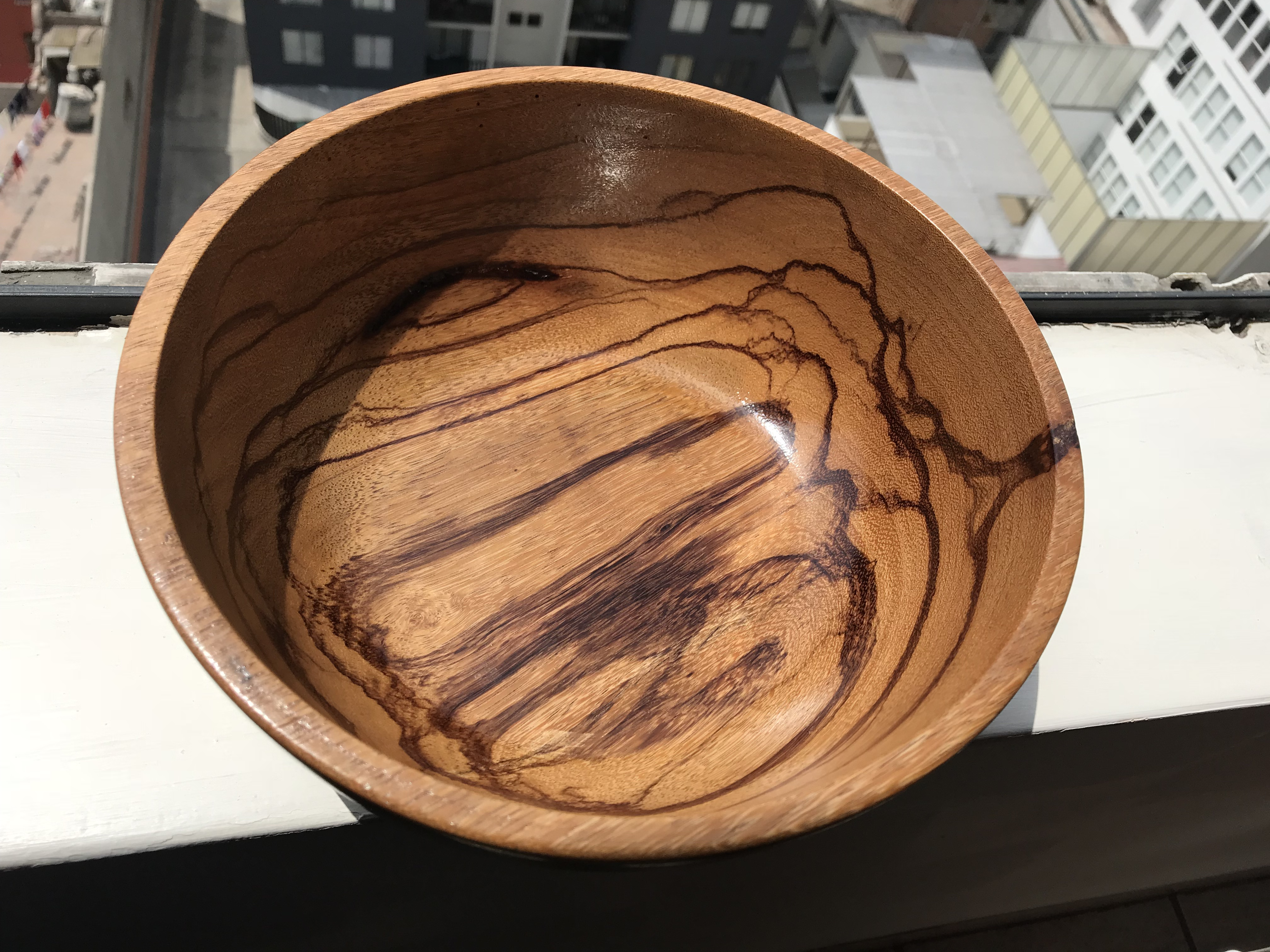
Bol de madera de tigre caspi. Región de Loreto, Perú

## Distribución
Se encuentra en Venezuela, Guyana, Surinam, Ecuador, Perú, Brasil y Bolivia.

## Taxonomía
Zygia cataractae fue descrita por (Kunth) L.Rico y publicado en Kew Bulletin 46(3): 496. 1991.
Sinonimia
- Calliandra schwackeana Taub.
- Feuilleea cataractae (Kunth) Kuntze
- Feuilleea divaricata (Benth.) Kuntze
- Inga cataractae Kunth	basónimo
- Inga divaricata Bong. ex Benth.
- Inga glomerata DC.
- Inga ramiflora G.Don
- Mimosa glomerata Vell.
- Pithecellobium cataractae Benth.
- Pithecellobium divaricatum Benth.
- Pithecellobium glomeratum (DC.) Benth.
- Pithecolobium cataractae Benth.
- Zygia divaricata (Benth.) Pittier
- Zygia glomerata (DC.) Pittier[3]